# Fechenheim
Fechenheim es un distrito de la ciudad de Fráncfort del Meno (Estado federado de Hesse (Alemania)).

## Símbolos
El símbolo del pescado, no solo aparece en el escudo, sino también en algunas designaciones de las calles. Estas se refieren al pescado como por ejemplo "Am Fischfang", "Fachfeld", "Fachweg". Es importante recordar que anteriormente la fuente principal de ingresos era la pesca.

## Historia
Se menciona por primera vez el barrio "Vechenheim" en el año 977, siendo anteriormente una aldea de pescadores. Fechenheim se ubica al este de Frankfurt. El antiguo centro lugareño existe en partes, otras de ellas fueron destruidas en la Segunda Guerra Mundial. El período de reconstrucción trae consigo una situación de concurrencia con nueva urbanización y fachadas de la industria. 
La industrialización comenzó muy pronto en el año 1765 con el establecimiento de una fábrica produciendo tafetán y peluche, provocando así una declinación en la pesca profesional. Fechenheim va creciendo de a poco expandiéndose cada vez más. En el año 1870 se estableció la "Frankfurter Anilinfabrik von Gans und Leonhard", conocido más tarde como "CASELLA-Werke". Esa fábrica logró en su tiempo ser la más grande empresaria de Fechenheim y sus empleados contribuían de una manera muy importante en el aporte de la renta de impuestos del distrito de Hanau. Esa fue seguramente una de las razones por qué Fráncfort hizo la incorporación de Fechenheim en el año 1928.

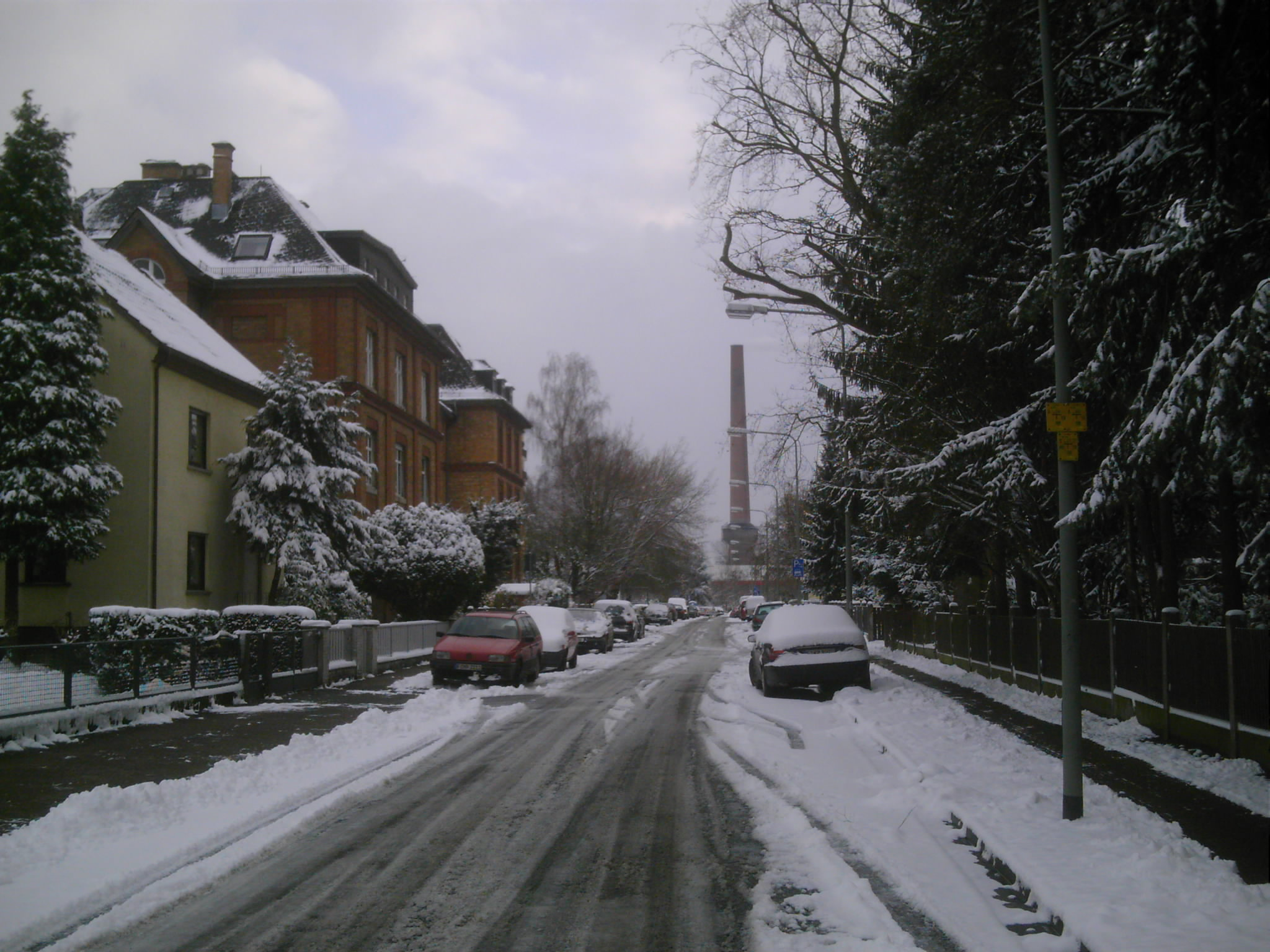
Fechenheim-Nord
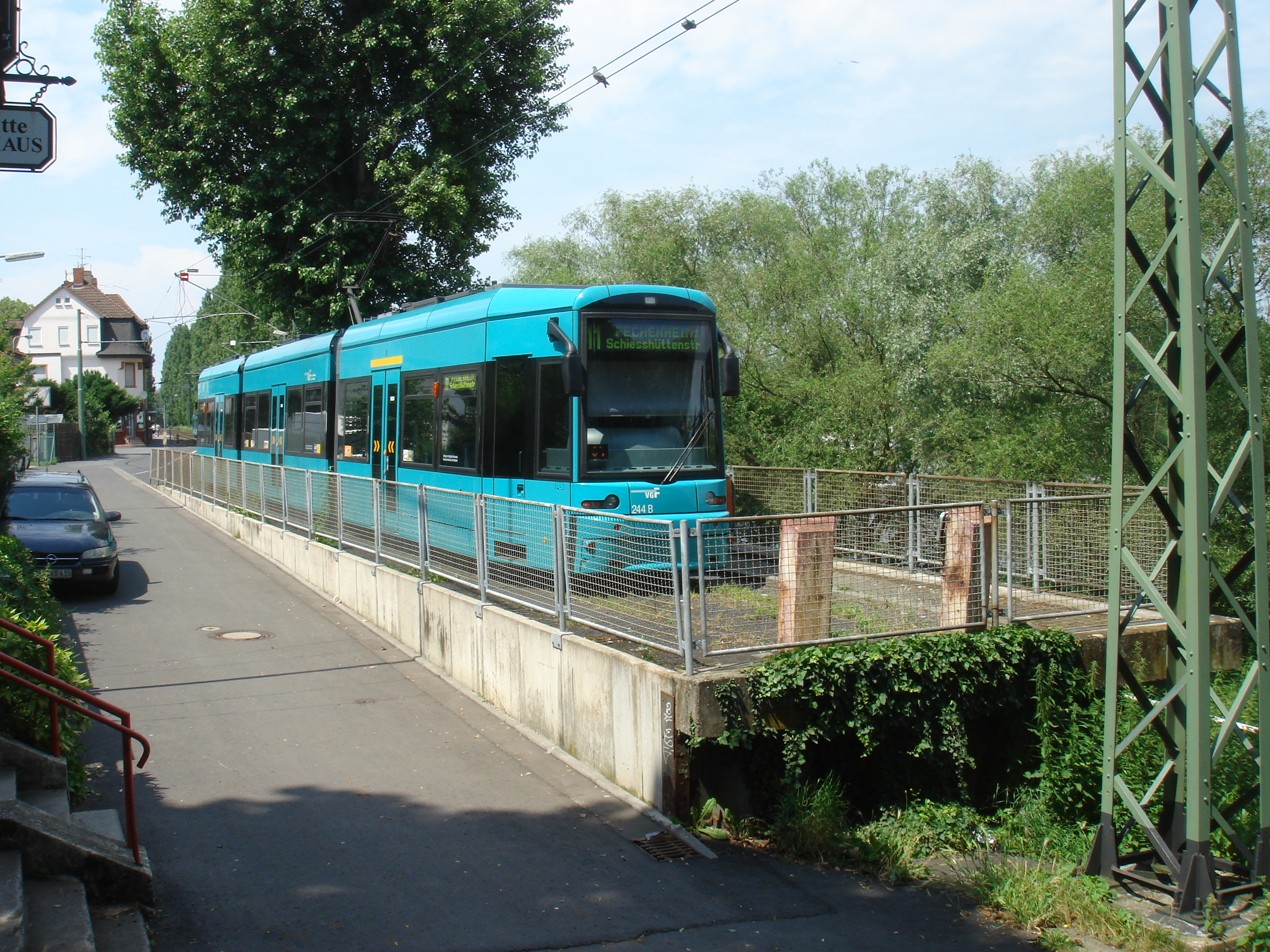
Endstation Schießhüttenstraße der Straßenbahnlinie 11, 2007
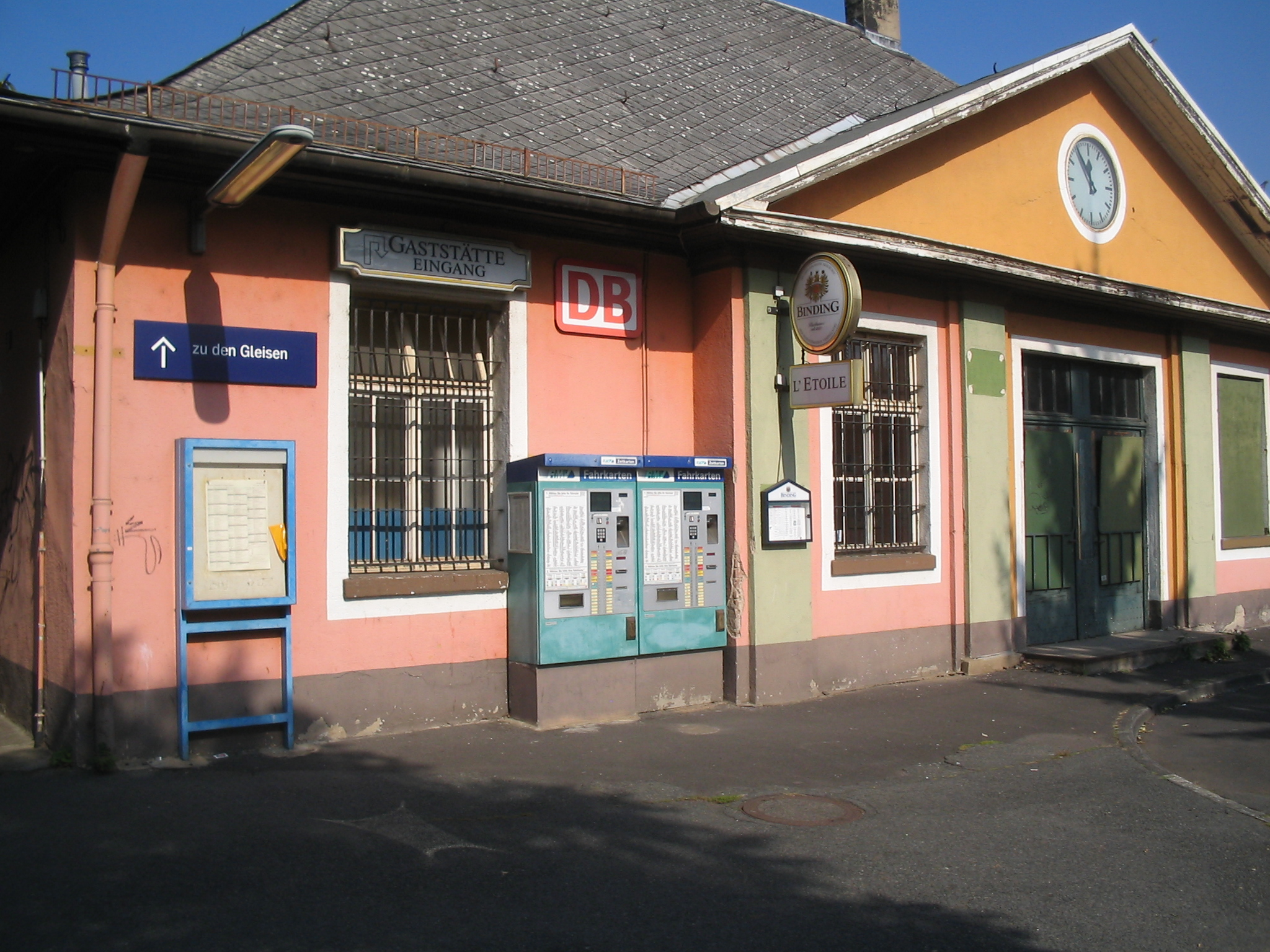
Estación Mainkur, edificio de recepción, 2007
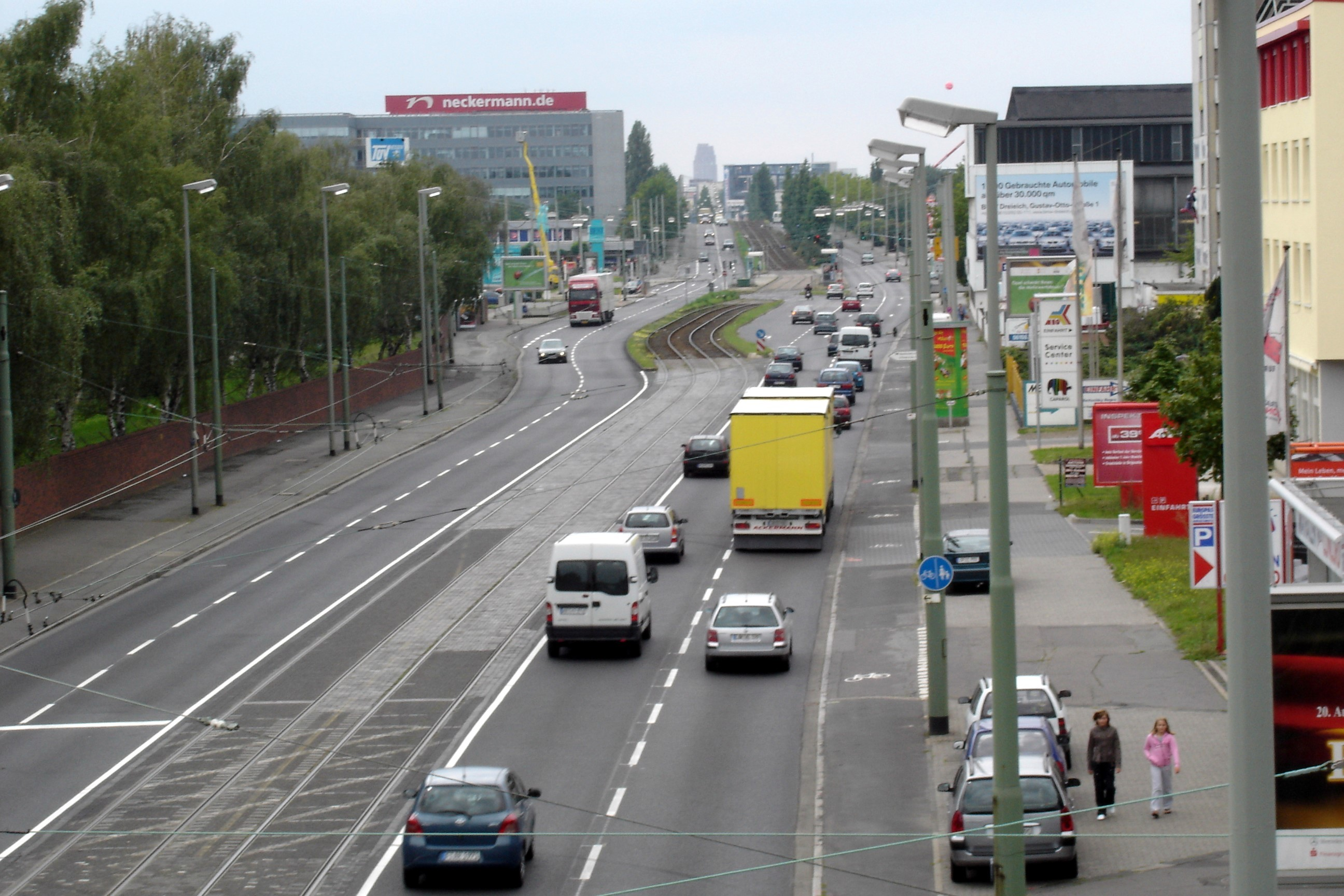
Hanauer Landstraße stadteinwärts in Höhe Cassellastraße, 2006
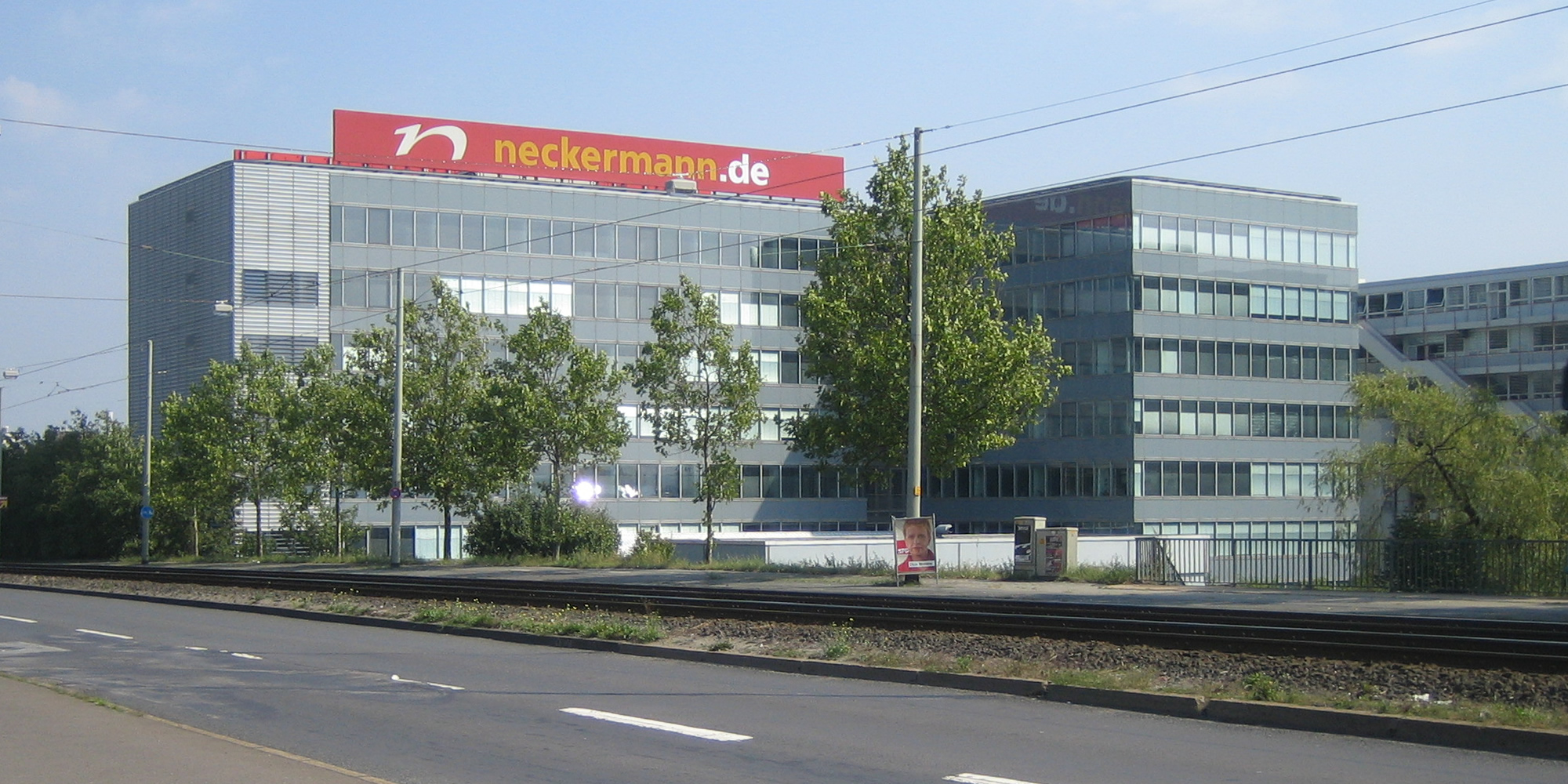
Neckermann-Zentrale, 2005
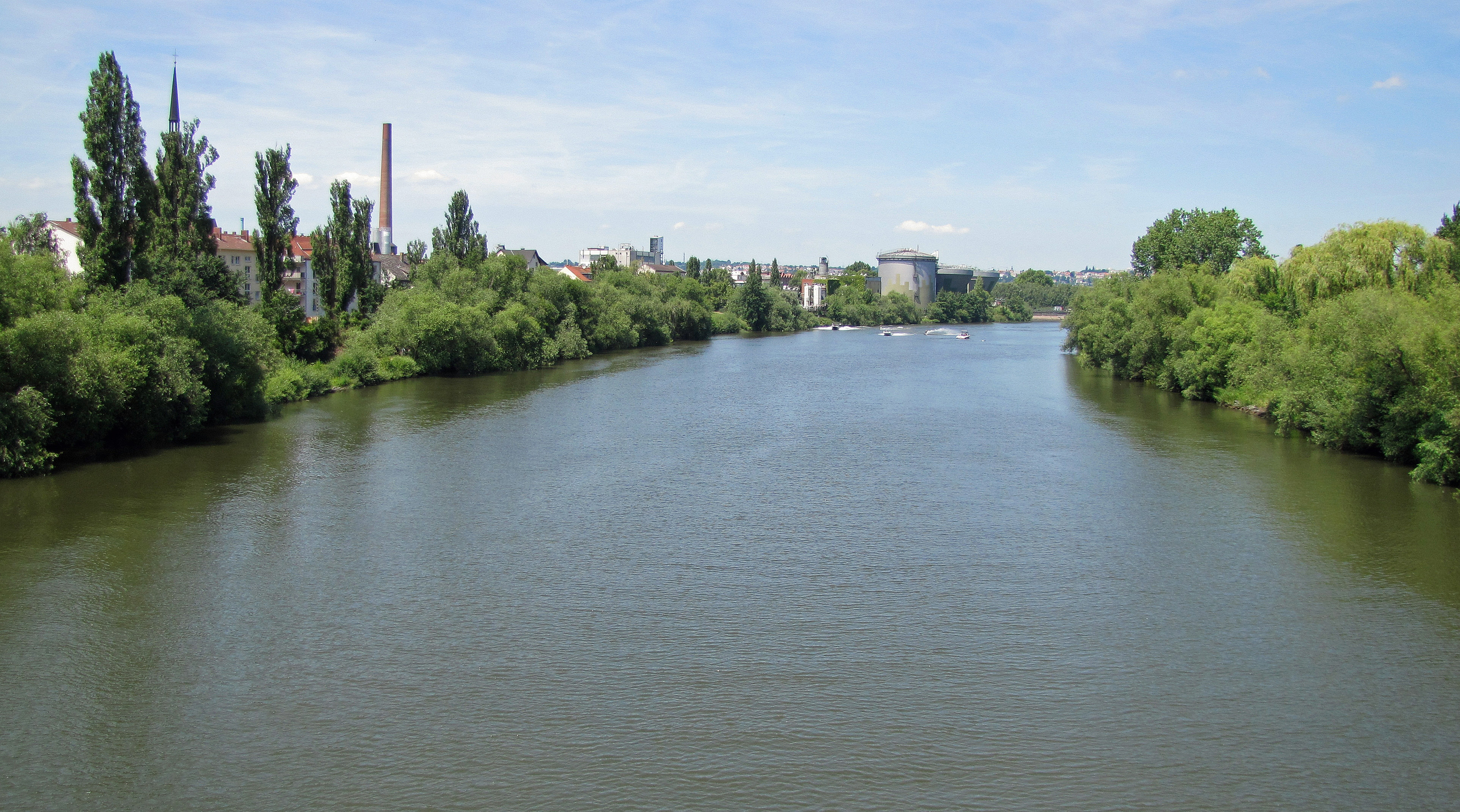
Fechenheimer Mainufer, 2010
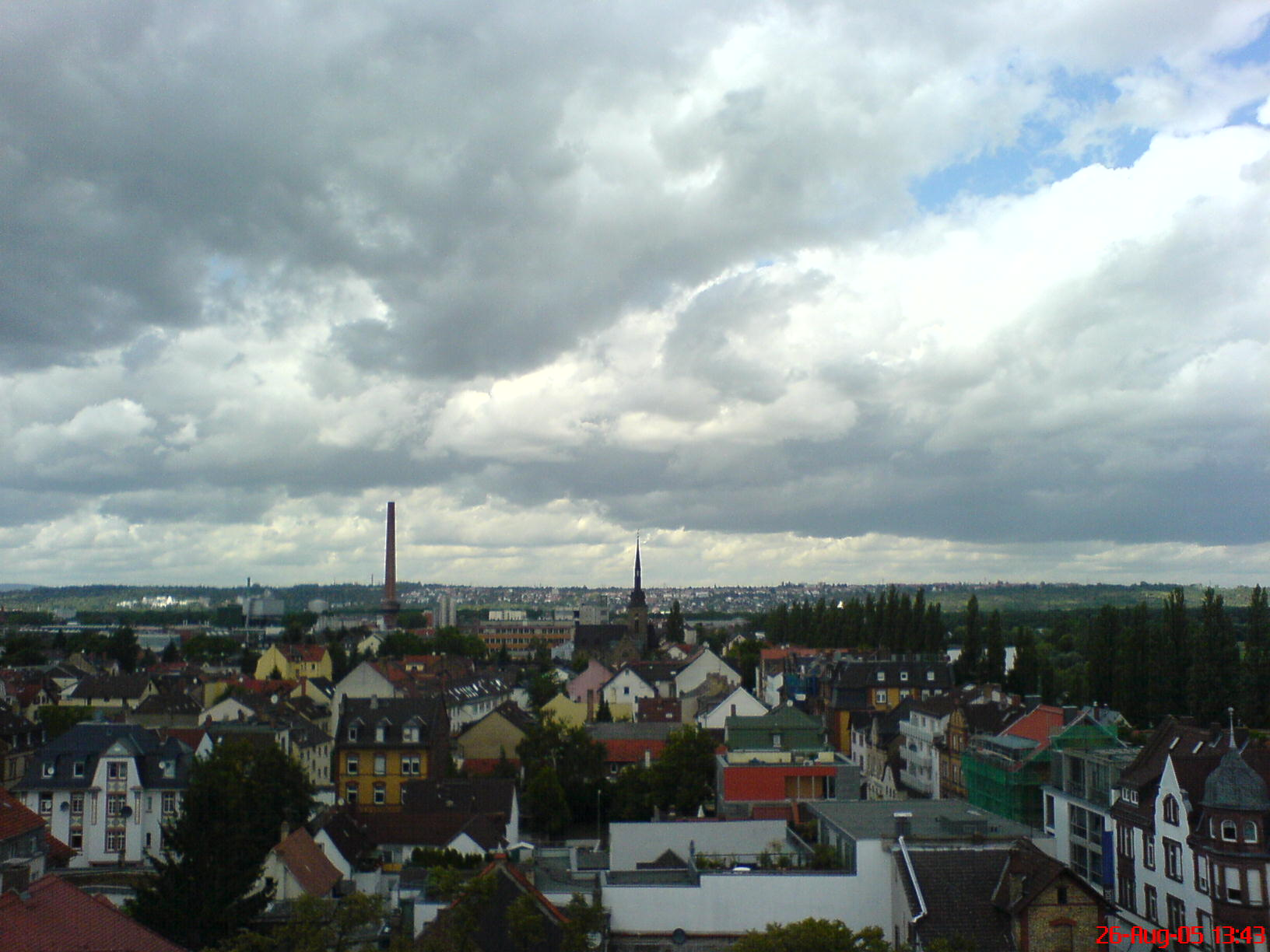
Fechenheim desde la torre de Melanchthonkirche
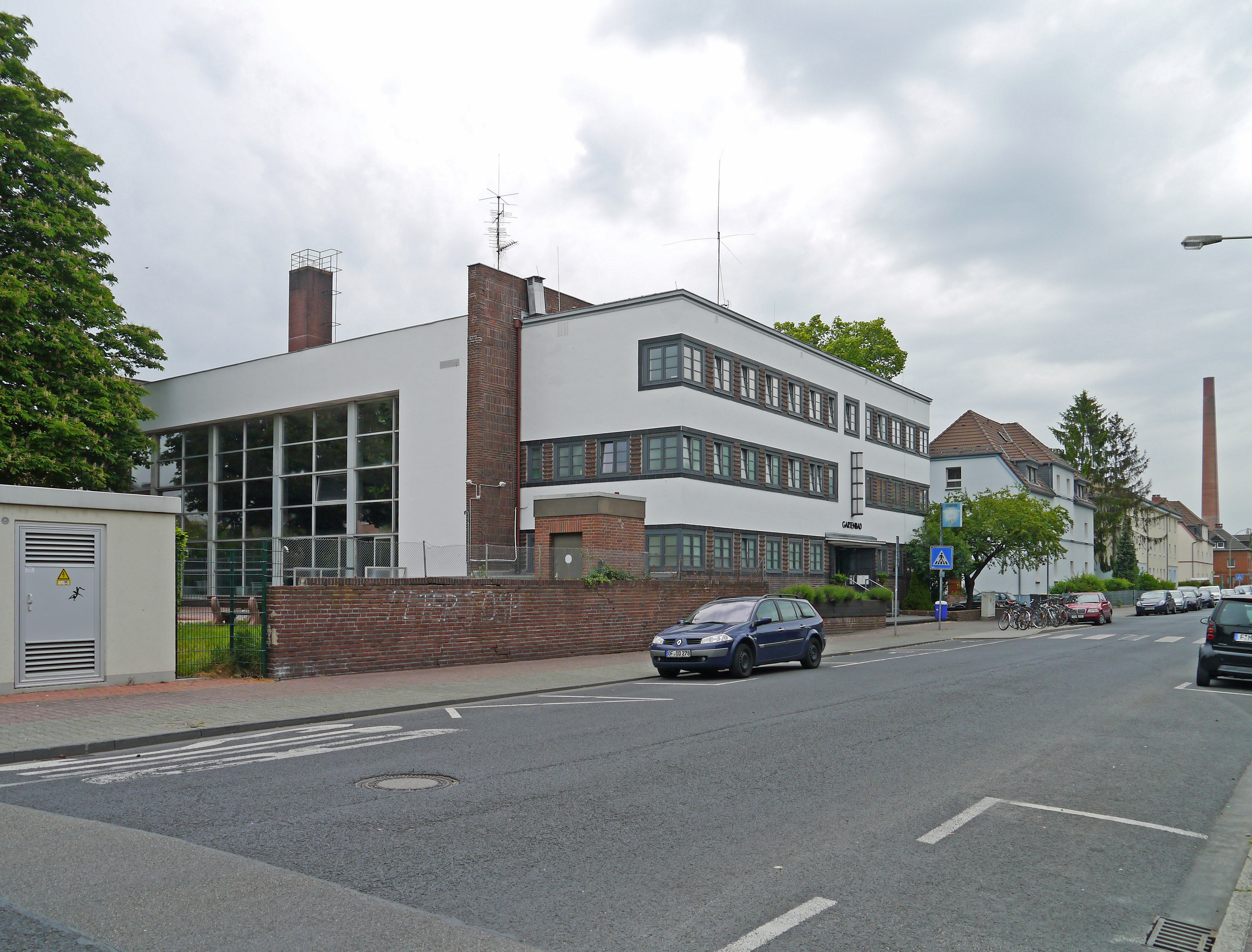
El Gartenbad de calle Konstanzer